# Nobody (singel OneRepublic)
„Nobody” – singel amerykańskiej grupy OneRepublic, wydany 12 kwietnia 2024. Piosenka została napisana z myślą o napisach końcowych nowego serialu anime, bazującego na przebojowej komiksowej serii Kaiju No. 8. Utwór znalazł się na szóstym albumie studyjnym grupy, Artificial Paradise (2024).

## Informacje o utworze
Utwór „Nobody” został napisany przez członków zespołu, Brenta Kutzle i Ryana Teddera we współpracy z Joe Hendersonem, Tylerem Spry i Joshem Varnadore. Ryan Tedder powiedział o inspiracji utworu:

Spotkaliśmy się z całym zespołem Kaiju. Byłem naprawdę zainspirowany postaciami i energią, której chcieli. Piosenka jest podnoszącym na duchu, jasnym elementem serialu. Napisałem tekst w moim ulubionym mieście Tokio, w kraju, który najbardziej lubię odwiedzać. Mogę śmiało powiedzieć, że Japonia była główną inspiracją dla tej piosenki

## Teledysk
29 czerwca 2024 ukazał się teledysk do piosenki „Nobody”. W klipie widać zespół wykonujący utwór podczas karaoke. Są również sceny pokazujące Tokio oraz efekty wizualne nawiązujące do stylu mangi.

## Pozycje na listach

### Notowania tygodniowe
| Notowanie (2024)                       | Najwyższa pozycja |
| -------------------------------------- | ----------------- |
| Belgia (Ultratop 50 Singles (Walonia)) | 36                |
| Japonia (Japan Hot 100)                | 80                |
| Nowa Zelandia (Hot 40 Singles)         | 27                |